# Třebíč
Třebíč (nemško Trebitsch) je mesto na Moravskem v Visočinskem okraju na Češkem.
Stoji 35 km jugovzhodno od Jihlave in 65 km zahodno od Brna ob reki Jihlava. Njegova nadmorska višina je od 392 do 503 metre. Ima zmerno podnebje z občasnim deževjem. Povprečna letna temperatura je 7,5 °C, povprečna temperatura v juliju je 18,5 °C in –3,4 °C v januarju.
Trebič je regionalno središče, v katerem živi približno 40.000 ljudi. Je tretje najpomembnejše mesto na Moravskem. Rast prebivalstva se je začela po drugi svetovni vojni.
V mestu je veliko znamenitosti, kot sta judovska četrt in  bazilika svetega Prokopa, ki sta na seznamu Unescove svetovne dediščine.

## Zgodovina in znamenitosti

### Prelomni dogodki
- 1101, ustanovitev benediktinskega samostana. Prvi zapisi segajo v leto 1101, ko sta moravski knez Oldrih Brnski in Litold iz Znojma zgradila benediktinski samostan. Zaradi velikodušnosti vladarjev je bil samostan eden najbogatejših pod okriljem rodbine Přemyslidov in je bil tudi središče cerkvene uprave;
- 1277, najstarejša listina omenja mesto Trebič;
- 1335, podelitev mestnih pravic. Cesar Karel IV. in kralj Jan Luksemburški sta zgradila obzidje. Ostanki 14. stoletja so ohranjeni še danes;
- 1338, prva omemba judovskega naselja;
- med husitskimi vojnami je bilo mesto v letih 1424–1426 in 1430–1435 delno uničeno;
- 1468 je Trebič osvojil in uničil madžarski kralj Matija Korvin; [2]
- mesto je pogosto pogorelo, tako da je ohranjenih le še nekaj stavb iz gotike in renesanse. Izjeme so številne kleti in dve popolnoma ohranjeni poznogotski hiši na Karlovem trgu ter cerkev svetega Martina iz 13. stoletja;
- 19. stoletje, širitev usnjarstva in izdelave čevljev;
- 1871,  odprt je bil Narodni dom (Národní dům), ustanovljena je bila gimnazija s češkim učnim jezikom (Gymnázium Třebíč),
- 1886, prvi vlak pripelje skozi Trebič;
- 1930, razvoj proizvodnje izdelave čevljev in gradnja delavskih kolonij – danes Borovina;
- 1970–80, vloga mesta se povečuje zaradi gradnje novih stanovanj in večanja prebivalstva;
- 1990, hitra prenova mesta;
- 2003, vpis judovske četrti in bazilike svetega Prokopa na UNESCOV seznam svetovne kulturne dediščine.

Za današnje gospodarstvo so še naprej značilni tradicionalna čevljarska industrija, inženiring in obdelava lesa, gradnja sistemov in opreme za jedrske elektrarne.

### Znamenitosti
Znamenitosti mesta sta predvsem stara judovska četrt in pretežno romanska bazilika svetega Prokopija, ki vključuje nekatere poznejše gotske značilnosti, pa tudi redek primer desetdelnega ali botaničnega rozetnega okna. Taki modeli kažejo pet ali deset delov rožnih družinskih cvetov in plodov, ki temeljijo na njihovih petih čašnih in venčnih listih, ali en del njihovih plodov. Botanično rozetno okno je kontrast z bolj zapletenimi gotskimi okni, ki vsebujejo več segmentov (po navadi večkratnik tradicionalnih gotskih enot – obliko tri- (latinsko trifolium) ali (quatrefoil) štiriperesne deteljice ali temeljijo na starodavni obliki predhodnikov kolesa življenja, ki je povezan z vzhodno religijo ali lahko namiguje na devico Marijo.
Slavna bazilika je nastala v začetku 12. stoletja kot del benediktinskega samostana. Bil je dobro financiran, tako da je to pripeljalo do ustanovitve lokalnega trgovskega centra, naselja Trebič. Samostan je bil obnovljen med vladanjem kralja Venčeslava II. (1230–1253) in še enkrat ob koncu 15. stoletja. V prvi polovici 16. stoletja so bile nekatere zgodovinske samostanske stavbe predelane kot grad, nato je bil obnovljen v baročnem slogu.
V zgodnjem 18. stoletju so bile v baziliki uvedene spremembe, ki jih je oblikoval češki arhitekt František Maksimilian Kanka. Razširjena so bila okna, dodani oporniki, obnovljen je bil jugozahodni stolp in dodan nov zahodni spredaj, z dvema stolpoma je bila zgrajena v gotskem in baročnem slogu.
Zgodovinsko mesto Trebič, ki se razteza na obeh straneh reke Jihlava, je bil leta 1990 razglašen za zavarovano območje. Judovska četrt, bazilika svetega Prokopa z gradom in vrtovi so vključeni v zaščiteno območje Trebič.
Judovska četrt
v Trebiču je bila leta 2003 po obsežni obnovi dodana na Unescov seznam svetovne kulturne in naravne dediščine. To je edini judovski spomenik zunaj Izraela, ki je na tem seznamu.
Judovsko pokopališče ima približno 3000 nagrobnih kamnov na skoraj 12.000 m² in je največje na Češkem.

### Galerija
- Portal bazilike svetega Prokopa
- Notranjost bazilike
- Opatija bazilike svetega Prokopa
- Notranjost judovske sinagoge
- Kip svetega Cirila in Metoda

## Geografija
Trebič je v središču okrožja Trebič, ki leži na jugovzhodnem delu regije Vysočina. Mesto leži 35 km jugovzhodno od Jihlave, ki je drugo največje mesto v občini. Drugo veliko mesto v bližini je nekdanje pokrajinsko glavno mesto Brno, oddaljeno od Trebiča 56 km proti vzhodu.
Središče mesta je 60 metrov nad reko Jihlavo, preostali del mesta pa se razprostira vzdolž pobočij, ki so razdeljena v doline s potoki, ki tečejo k reki. Pokrajina severno od mesta je ravna z značilnimi živimi mejami in velikimi sienitnimi balvani, ki dopolnjujejo sistem ribnikov. Južna pokrajina je pravo nasprotje in ponuja veliko več možnosti za kmetovanje. Tri kilometre južno od mesta se dviga vulkanski masiv, ki je del Stařečské in gore Jevišovická, ki se razteza od jugovzhoda proti zahodu. Izrazita značilnost je Klučovská gora s TV-oddajnikom za Trebič in njegovo okolico, ki je del hribovja Jevisovicka. Sosednji hrib je Hošt'anka z naravnim rezervatom. Vrhovi masiva so priljubljen turistični cilj.
Trebič je bil krajevno pristojen za več različnih okrožij in leta 1849 dodan regiji Jihlava, od leta 1850 pa regiji Brno, da je leta 1854 spet postal del regije Jihlava. Po več spremembah je bil od leta 1949 del regije Jihlava in od leta 1960 v regiji Južna Moravska.

### Ekologija
Trebič je drugo mesto z najvišjim odstotkom toplotno izoliranih hiš na Češkem. Gospodinjstva v Trebiču se ogrevajo tudi z biomaso. Leta 2011 so odprli tretjo toplarno na biomaso. Mestna hiša ima izbrano lego, mesto ima veliko zelenih površin.
V bližini Trebiča je zelo ohranjena narava. Le na jugu avtohtono vegetacijo motijo velika polja, ki so nastala v 50. letih. Ohranjenih je veliko redkih vrst rastlin in živali, ki so v bližini Trebiča v več naravnih parkih: Třebíčsko, Pojihlaví in Rokytná.
V bližini Trebiča je tudi nekaj naravnih spomenikov in naravnih rezervatov: Hošťanka (gozd z avtohtono jelko), Ptáčovský kopeček (bogat habitat kosmatinca (Pulsatilla grandis),  Kobylinec (bogat habitat kosmatinca), Klučovský kopec (habitat travnik velikonočnice (Pulsatilla pratensis) in Habří (dobro ohranjen najvišji gabrov gozd). V bližini Trebiča je tudi 100 zavarovanih dreves.

### Krajevne skupnosti
Mesto ima te enote lokalne samouprave: Borovina, Budíkovice, Horka Domky, Jejkov, Nové Dvory, Nové Město, Pocoucov, Podklášteří, Ptáčov, Račerovice, Řípov, Slavice, Sokolí, Stařečka, Týn, Vnitřní Město in Zámostí s skupaj 37.095 prebivalci (stanje 2015).

## Znani meščani
Nekatere osebnosti, rojene v Trebiču ali so v njem delovale:
- František Vaclav Míča (1694–1744), skladatelj
- Anton Michael Zeplichal (1737–1806), znanstvenik in jezuit
- Johann Philipp Neumann(1774–1849), fizik, knjižničar, pesnik
- Wolfgang Wessely (1802–1870), avstrijski odvetnik
- Carl Budischowsky (1810–1884), proizvajalec usnja
- Sigismund Engländer (1820–1902), sodelavec agencije Reuter
- Adolf Kurrein (1846–1919), sionistični rabin
- Ignaz Wild (Ignaz Stiassny) (1849–1909), igralec, gledališki in koncertni agent, gledališki režiser
- Bohumír Šmeral (1860–1941), socialistični politik
- in drugi.

## Pobratena mesta
Trebič je pobraten temi mesti: 
- Oschatz, Nemčija
- Lilienfeld, Avstrija
- Humenné, Slovaška